# Capo Terpenija
Capo Terpenija (in russo мыс Терпения) è il punto più orientale dell'isola di Sachalin, si trova all'estremità della penisola omonima. Si affaccia sul mare di Ochotsk. Amministrativamente è situato nel Poronajskij rajon dell'oblast' di Sachalin. Il termine terpenie (терпение) in russo significa "pazienza", in una mappa italiana del 1682 di Giacomo Cantelli (1643-1695) è segnato con il nome di capo di Patienza.
Nel 1937 vi è stato eretto un faro provvisorio e nel 1953 quello attuale.

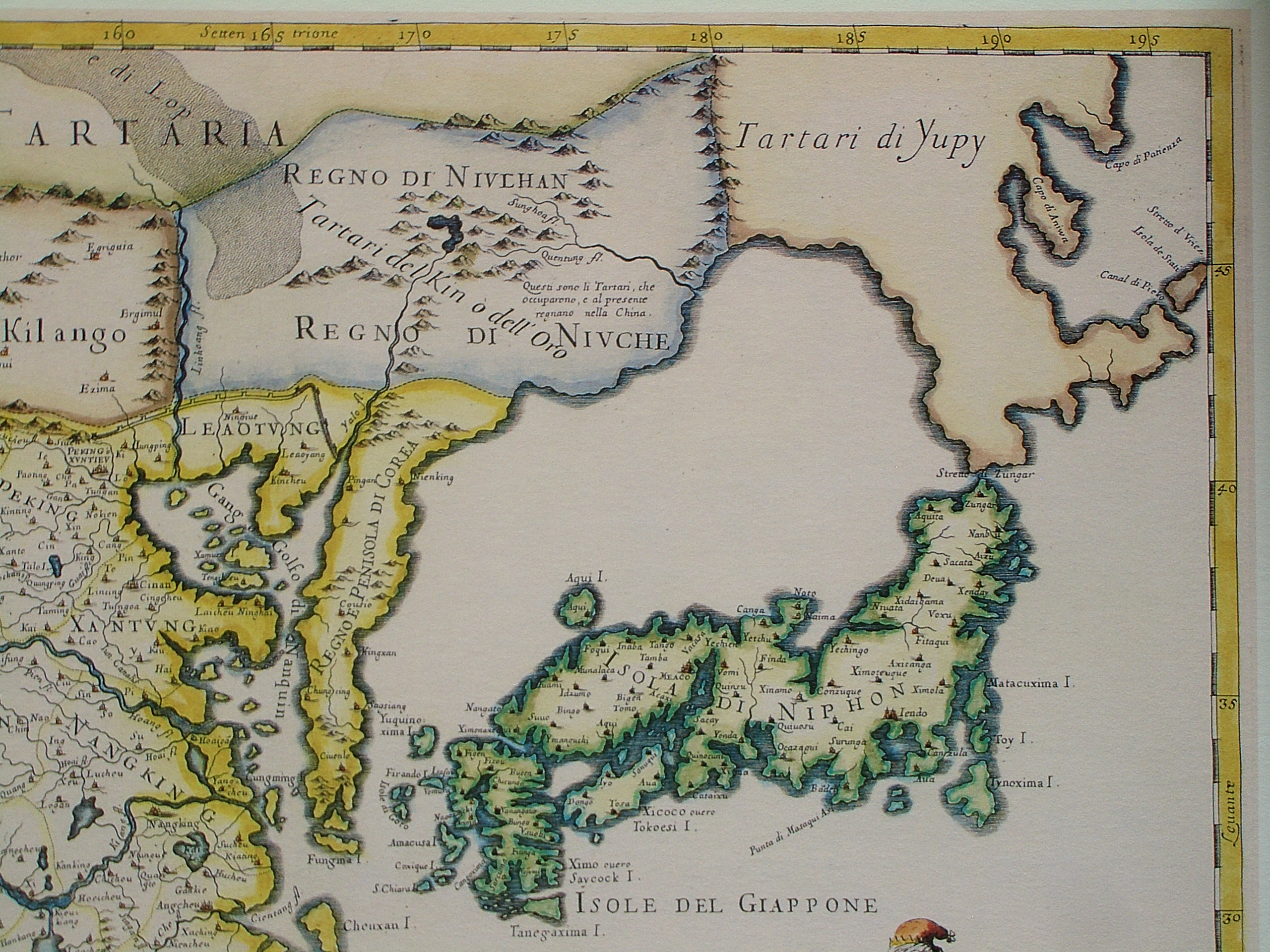
La mappa del 1682 con capo di Patienza (in alto a destra)